# Министерство сельского хозяйства Российской Федерации
Министерство сельского хозяйства Российской Федерации — федеральный орган исполнительной власти, обеспечивающий проведение единой агропромышленной политики Российской Федерации — России.
Официальное сокращение названия министерства — Минсельхоз России.

## История
В СССР для каждого направления в агропромышленной отрасли было создано отдельное министерство, которое управляло предприятиями. 
Большинство предприятий находились в государственной собственности. В свою очередь министерства подчинялись Совету Министров СССР.
- Министерство животноводства СССР
- Министерство мелиорации и водного хозяйства СССР
- Министерство мясной и молочной промышленности СССР
- Министерство пищевой промышленности СССР
- Министерство плодоовощного хозяйства СССР
- Министерства рыбного хозяйства СССР
- Министерство сельского строительства СССР
- Министерство сельского хозяйства СССР
- Министерство хлебопродуктов СССР (Министерство заготовок СССР)

В 1959 году министерство по распоряжению Н. С. Хрущёва переводится из Москвы в Михайловское (Шишкин Лес, Подольский район Московской области). Министерство сельского хозяйства СССР заняло бывшую усадьбу Шереметьевых; развернулось строительство поселка для служащих, но через три года министерство вернули в Москву.
22 ноября 1985 года все министерства преобразованы в Государственный агропромышленный комитет СССР (Госагропром СССР).
10 апреля 1989 года на базе Государственного агропромышленного комитета СССР создана Государственная комиссия Совета Министров СССР по продовольствию и закупкам.
14 июля 1990 на базе Государственного агропромышленного комитета РСФСР создано Министерство сельского хозяйства и продовольствия РСФСР.
С 1 апреля по 1 декабря 1991 — Министерство сельского хозяйства и продовольствия СССР.
С 15 ноября 1991 по 30 сентября 1992 — Министерство сельского хозяйства РСФСР / Российской Федерации.
С 30 сентября 1992 по 17 мая 2000 — Министерство сельского хозяйства и продовольствия Российской Федерации.
С 17 мая 2000 по настоящее время — Министерство сельского хозяйства Российской Федерации.

## Компетенция
Министерство осуществляет следующие функции:
- по выработке государственной политики и нормативно-правовому регулированию в сфере агропромышленного комплекса, включая животноводство (в том числе разведение одомашненных видов и пород рыб, включённых в Государственный реестр охраняемых селекционных достижений), ветеринарию, обращение лекарственных средств для ветеринарного применения, растениеводство, карантин растений, мелиорацию земель, плодородие почв, регулирование рынка сельскохозяйственной продукции, сырья и продовольствия, пищевую и перерабатывающую промышленность, производство и оборот табачной продукции, устойчивое развитие сельских территорий;
- по выработке государственной политики в сфере винодельческой, кондитерской, консервной, макаронной, масложировой, маслосыродельной, молочной, мукомольно-крупяной, мясной, пивоваренной, плодоовощной, птицеводческой, рыбной, сахарной, соляной, спиртовой, табачной, хлебопекарной промышленности и промышленности безалкогольных напитков;
- по выработке и реализации государственной политики и нормативно-правовому регулированию в сфере земельных отношений (в части, касающейся земель сельскохозяйственного назначения), по государственному мониторингу таких земель;
- по оказанию государственных услуг в сфере агропромышленного комплекса, включая устойчивое развитие сельских территорий;
- по управлению государственным имуществом на подведомственных предприятиях и учреждениях.

Министерство сельского хозяйства РФ является членом Международной федерации пчеловодческих ассоциаций Апимондии.

## Руководство

### Министры сельского хозяйства Российской Федерации
- Гордеев Алексей Васильевич (19 мая 2000 — 12 марта 2009)
- Скрынник Елена Борисовна (12 марта 2009 — 21 мая 2012)
- Фёдоров Николай Васильевич[5][6] (21 мая 2012 — 22 апреля 2015)
- Ткачёв Александр Николаевич (22 апреля 2015 — 7 мая 2018)
- Патрушев Дмитрий Николаевич (18 мая 2018 — 7 мая 2024)
- Лут Оксана Николаевна (с 14 мая 2024)

### Заместители министра
- Фастова Елена Владимировна (с 25 июня 2024) — первый заместитель
- Увайдов Максим Иосифович (с 29 ноября 2022) — статс-секретарь —  заместитель
- Афонина Марина Игоревна (с 19 августа 2022) — заместитель
- Гатагова Ольга Анатольевна (с 11 июня 2019) — заместитель
- Разин Андрей Викторович (с 23 декабря 2021) — заместитель
- Титов Максим Александрович (с 24 ноября 2023) — заместитель
- Шевёлкина Ксения Леонидовна (с 25 июня 2024) — заместитель
- Боровой, Максим Владимирович (с 7 октября 2024) — заместитель
- Маркович, Максим Валерьевич (с 6 февраля 2025) — заместитель

### Бывшие заместители министра
- Волков Андрей Валентинович (13 января 2014 — 27 мая 2015)
- Гаевский Валерий Вениаминович (4 марта — 7 августа 2015)
- Астраханцева Елена Юрьевна (11 июня 2015 — 21 июня 2018)
- Громыко Евгений Васильевич (23 июля 2015 — 9 апреля 2016) — первый заместитель
- Петриков Александр Васильевич (23 июля 2015 — 2 июня 2016)
- Абрамченко Виктория Валериевна (23 июля 2015 — 11 октября 2016) — статс-секретарь — заместитель
- Гангало Елена Викторовна (9 сентября 2015 — 2 июня 2016)
- Хаутов Джамбулат Хизирович (24 февраля — 9 апреля 2016)
- Громыко Евгений Васильевич (9 апреля 2016 — 8 июня 2018)
- Хаутов Джамбулат Хизирович (9 апреля 2016 — 23 декабря 2021) — первый заместитель
- Кузин Игорь Робертович (3 августа 2016 — 5 февраля 2018)
- Лебедев Иван Вячеславович (17 октября 2016 — 25 июля 2017)
- Левин Сергей Львович (28 января — 25 июля 2017) — статс-секретарь — заместитель
- Непоклонов Евгений Анатольевич (21 февраля 2017 — 8 июня 2018)
- Лебедев Иван Вячеславович (25 июля 2017 — 29 ноября 2022) — статс-секретарь — заместитель
- Сергеев Дмитрий Геннадьевич (6 июня 2018 — 26 апреля 2019)
- Лут Оксана Николаевна (12 июля 2018 — 23 декабря 2021)
- Увайдов Максим Иосифович (12 июля 2018 — 29 ноября 2022)
- Лут Оксана Николаевна (23 декабря 2021 — 14 мая 2024) — первый заместитель
- Лебедев Иван Вячеславович (29 ноября 2022 — 24 ноября 2023)
- Фастова Елена Владимировна (28 июня 2018 — 25 июня 2024)
- Ходнева Светлана Владимировна (26 ноября 2018 — 21 сентября 2024)
- Левин Сергей Львович (27 мая 2015 — 10 января 2025)

## Центральный аппарат
В Минсельхоз России входят:
- Департамент регулирования в сфере рыбного хозяйства и аквакультуры
- Административный Департамент
- Департамент развития сельских территорий
- Департамент пищевой и перерабатывающей промышленности
- Департамент научно-технологической политики и образования
- Департамент правового обеспечения
- Департамент земельной политики, имущественных отношений и госсобственности
- Департамент бюджетной политики
- Департамент экономики и государственной поддержки АПК
- Департамент растениеводства, химизации и защиты растений
- Департамент мелиорации
- Департамент животноводства и племенного дела
- Департамент ветеринарии
- Департамент международного сотрудничества
- Департамент цифрового развития и управления государственными информационными ресурсами АПК
- Департамент аппарата Министра
- Департамент информационной политики и специальных проектов

## Подведомственные органы исполнительной власти
- Федеральная служба по ветеринарному и фитосанитарному надзору (Россельхознадзор)
- Федеральное агентство по рыболовству (Росрыболовство)

## Государственные программы в области АПК
По оценке вице-премьера Виктории Абрамченко производство сельхозпродукции по итогам 2021 года может увеличиться более чем на 5 %, в том числе в отрасли животноводства рост составит 4,8 %, в растениеводстве — 6 %.
В ходе итоговой коллегии Минсельхоза Виктория Абрамченко заявила, что в перспективе росту производства поспособствует принятие госпрограммы по вовлечению в оборот неиспользуемых 13 млн га сельхозземель до 2030 года. На реализацию программы будет выделено более 530 млрд руб..
В 2019 году утверждена программа «Комплексное развитие сельских территорий». На 2022 год программа охватила 8 млн человек в 82 субъектах. В ее рамках действует программа льготной ипотеки для жителей села. По данным министерства, за 2020-2021 годы выдано более 97 тысяч ипотечных кредитов на общую сумму 187 млрд рублей. Это позволило гражданам приобрести или построить более 5 млн м2 жилья.
В октябре 2020 года Дмитрий Патрушев объявил о старте национального конкурса региональных брендов продуктов питания «Вкусы России». В первом конкурсе приняли участие 508 брендов из 79 субъектов Российской Федерации. В 2021-м – количество брендов увеличилось до 720, а география участников увеличилась до 84 субъектов РФ.